# Franz Rediger
Franz Rediger (* 19. Oktober 1883 in Kamen; † 1. Februar 1949) war ein deutscher Politiker. Vom 23. August 1946 bis zum 18. November 1948 war er Oberbürgermeister von Münster.
Rediger zog 1922 nach Münster und zum 1. Juli desselben Jahres wurde er Vorstandsmitglied der Landesversicherungsanstalt Westfalen. Bis 1933 war er Mitglied der Stadtverordnetenversammlung und Stadtrat im Magistrat.
Nach der Machtergreifung 1933 wurde er auf Betreiben der Nationalsozialisten aus allen Ämtern entlassen. Nach dem Zweiten Weltkrieg wurde er am 15. August 1946 zum Ratsherrn gewählt. Eine Woche später wurde er in der ersten freien Wahl nach dem Kriege einstimmig zum Oberbürgermeister von Münster gewählt. Eine Wiederwahl Redigers erfolgte am 29. Januar 1948. Rediger war maßgeblich am Aufbau und der Entwicklung des Stadtteils Sentrup beteiligt.
| Vorgänger       | Amt                                                  | Nachfolger    |
| --------------- | ---------------------------------------------------- | ------------- |
| Wilhelm Siehoff | Oberbürgermeister von Münster in Westfalen 1946–1948 | Gerhard Boyer |

| Personendaten    | Personendaten                                                     |
| ---------------- | ----------------------------------------------------------------- |
| NAME             | Rediger, Franz                                                    |
| KURZBESCHREIBUNG | deutscher Politiker und Oberbürgermeister von Münster (Westfalen) |
| GEBURTSDATUM     | 19. Oktober 1883                                                  |
| GEBURTSORT       | Kamen                                                             |
| STERBEDATUM      | 1. Februar 1949                                                   |